# Parque Thays
Le Parque Thays est un espace vert de plus ou moins 4 500 mètres2  (0,45 ha), situé dans le quartier de Recoleta, à Buenos Aires, capitale de l'Argentine.
Baptisé en l'honneur de l'architecte et paysagiste français Carlos Thays, il est situé sur des terrains qu'auparavant le parc de divertissements Italpark occupait. Une des sculptures que l'on peut y découvrir est le Torso Masculino Desnudo (Torse masculin dénudé) de l'artiste colombien Fernando Botero.